# Giulia Bongiorno
Giulia Bongiorno (ur. 22 marca 1966 w Palermo) – włoska prawniczka i polityk, adwokat i parlamentarzystka, od 2018 do 2019 minister.

## Życiorys
W 1989 ukończyła studia prawnicze na Uniwersytecie w Palermo. W 1992 rozpoczęła praktykę w zawodzie adwokata w rodzinnej miejscowości, uzyskała ostatecznie uprawnienia do występowania przez sądem kasacyjnym. Rozpoznawalność przyniósł jej udział w toczącym się przez wiele lat procesie byłego premiera Giulia Andreottiego – do ekipy jego adwokatów dołączyła już w pierwszej połowie lat 90. W kolejnych latach brała udział w licznych budzących medialne zainteresowanie procesach, m.in. jako obrońca Raffaele’a Sollecito oskarżonego w sprawie morderstwa Meredith Kercher. Reprezentowała też Francesca Tottiego i Andreę Baldiniego.
W wyborach w 2006 została wybrana do Izby Deputowanych XV kadencji z ramienia Sojuszu Narodowego. W 2008 uzyskała reelekcję z listy współtworzonego przez to ugrupowanie Ludu Wolności. W 2010 przeszła do utworzonej przez Gianfranca Finiego frakcji Przyszłość i Wolność. W 2013 nie została wybrana do parlamentu, bezskutecznie ubiegała się też o prezydenturę Lacjum.
Dołączyła później do Ligi Północnej; w 2018 z jej ramienia została wybrana w skład Senatu (reelekcja w 2022).
1 czerwca 2018 objęła urząd ministra bez teki do spraw administracji publicznej w nowo powołanym rządzie Giuseppe Contego. Zakończyła urzędowanie wraz z całym gabinetem we wrześniu 2019.